# قنديشة (فلم)
قنديشة (بالإنجليزية: Kandisha) هو فيلم رعب تم إنتاجه في المغرب وصدر في سنة 2008.

## بطولة
- سعيد التغماوي
- أسعد بواب
- ديفيد كارادين
- أمل عيوش

## روابط خارجية
- (بالفرنسية والإنجليزية) Site officiel
- مقالات تستعمل روابط فنية بلا صلة مع ويكي بيانات